# 東米爾頓 (佛羅里達州)
東米爾頓（英語：East Milton）是位於美國佛羅里達州聖羅薩縣的一個人口普查指定地區。

## 地理
東米爾頓的座標為30°36′55″N 87°01′18″W / 30.61528°N 87.02167°W，而該地最高點為海拔高度4米（即13英尺）。

## 人口
根據2010年美國人口普查的數據，東米爾頓的面積為78.11平方千米，當中陸地面積為74.62平方千米，而水域面積為3.49平方千米。當地共有人口11074人，而人口密度為每平方千米141人。